# Afeez Aremu
Afeez Aremu Olalekan (* 3. Oktober 1999 in Ibadan) ist ein nigerianischer Fußballspieler. Der Mittelfeldspieler steht seit Sommer 2023 beim 1. FC Kaiserslautern unter Vertrag.

## Karriere

### Verein
Aremu spielte in seiner nigerianischen Heimat unter anderem bei Akwa United sowie bei den Sunshine Stars, beim ghanaischen Inter Allies FC stand er ebenfalls kurz unter Vertrag. Zur Saison 2018 wechselte der Mittelfeldspieler nach Norwegen und unterschrieb einen Vertrag beim Erstligaaufsteiger Start Kristiansand. Gleich in seiner ersten Saison war Aremu Stammspieler und wechselte zwischen der Position des „Sechsers“ und der Mittelfeldzentrale. Er schoss in 30 wettbewerbsübergreifenden Pflichtspielen vier Tore und bereitete ein weiteres vor. Während man im Pokal bis ins Halbfinale vorstoßen konnte, stand als Vorletzter die Rückkehr in die zweitklassige 1. Division an. Auch hier war der Nigerianer ein essenzieller Bestandteil des Teams und wurde nur aufgrund von drei Gelbsperren einige Male nicht eingesetzt. Durch seine harte Spielweise hatte Aremu seinen Anteil an den drittwenigsten Gegentoren ligaweit, über die Relegation konnte er sich dann mit Kristiansand den dritten Aufstiegsplatz sichern.
Verletzungsbedingt konnte der Mittelfeldspieler bis Ende August 2020 nur vier Partien in der wegen der COVID-19-Pandemie verspätet eröffneten Erstligasaison bestreiten und wechselte während seiner Genesungsphase nach Deutschland. Hier unterschrieb Aremu zur Zweitligasaison 2020/21 einen Dreijahresvertrag beim FC St. Pauli. Dort lobte Sportchef Andreas Bornemann Aremus „Athletik und Aggressivität im Zweikampf“, wohingegen Cheftrainer Timo Schultz dessen „Dynamik und Qualitäten als Abräumer“ hervorhob. Es wechselten sich für Aremu in seiner Zeit beim FC St. Pauli Phasen in der Startelf und solche auf der Ersatzbank ab. Zuletzt verlor er seinen Stammplatz mit dem Trainerwechsel von Schultz zu Fabian Hürzeler im Winter 2022/23.
Nach dem 3. Spieltag der Saison 2023/24 wechselte er zum Ligakonkurrenten 1. FC Kaiserslautern. Dort fiel er anfangs einige Wochen wegen Oberschenkelproblemen aus und kam im weiteren Saisonverlauf nur auf wenige Einsatzminuten. Seit Herbst 2024 ist er Stammspieler.

### Nationalmannschaft
Für die U20 Nigerias absolvierte Aremu mindestens drei Spiele, beim U20-Afrika-Cup 2019 schied er mit der Mannschaft bereits in der Gruppenphase aus.

## Erfolge
Start Kristiansand
- Aufstieg in die Eliteserien: 2019